# Austin Scott
James Austin Scott (Augusta, 10 dicembre 1969) è un politico statunitense, membro della Camera dei Rappresentanti per lo stato della Georgia.

## Biografia
Figlio di un ortopedico e di un'insegnante, Scott si laureò all'Università della Georgia e divenne assicuratore.
Entrato in politica con il Partito Repubblicano, a ventisei anni venne eletto all'interno della legislatura statale della Georgia.
Dopo quindici anni, Scott decise di candidarsi alla carica di governatore, ma durante la campagna elettorale si ritirò e si candidò al Congresso, sfidando il deputato democratico in carica Jim Marshall. Dopo un'agguerrita competizione, Scott vinse di misura e approdò alla Camera dei Rappresentanti.
Sposato con Vivien, Scott ha un figlio.